# Vombisidris harpeza
Vombisidris harpeza é uma espécie de formiga do gênero Vombisidris, pertencente à subfamília Myrmicinae.